# Kustaa Inkeri
| Odkryte planetoidy: 1 | Odkryte planetoidy: 1 |
| --------------------- | --------------------- |
| (1425) Tuorla         | 3 kwietnia 1937       |

Kustaa Aadolf Inkeri (ur. 12 listopada 1908 w Laitila, zm. 16 marca 1997 w Turku) – fiński astronom i matematyk.

## Życiorys
Do 1928 roku uczęszczał do szkoły w Turku, potem rozpoczął studia na Wydziale Matematyki, Fizyki i Astronomii na Uniwersytecie w Turku. Ukończył je w 1936 roku, po czym krótko pracował w uniwersyteckim obserwatorium astronomicznym, a następnie podjął pracę nauczyciela. W 1939 brał udział w wojnie zimowej, zarówno służąc na froncie, jak i jako oficer sztabowy.
Po wojnie ponownie pracował jako nauczyciel, w 1947 roku zatrudnił się jako asystent na Uniwersytecie w Turku, w 1950 został tam profesorem. Był inicjatorem powstania Instytutu Matematyki.
Jako matematyk zajmował się teorią liczb, badał m.in. Wielkie Twierdzenie Fermata.